# Mariano Benavente
Mariano Benavente González (Murcia, 15 de agosto de 1818-Madrid, 13 de abril de 1885) fue un médico pediatra español.

## Biografía

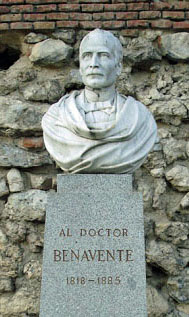
Monumento en Madrid al doctor Benavente

Hijo primogénito de una modesta familia murciana, desde muy pronto dio testimonio de laboriosidad y dotes intelectuales poco comunes. Marchó a Madrid para seguir la carrera de cirugía auxiliándose económicamente de los más diversos empleos para poder sustentarse. Aprobó allí el bachillerato de humanidades, y, reconocido como uno de los mejores latinos de la época, ingresó en el Colegio de San Carlos. Obtuvo el título de licenciado en cirugía en junio de 1845, siendo uno de los discípulos predilectos de Diego de Argumosa. Por entonces empezó a dirigir la revista Anales de Cirugía. Obtuvo la plaza de médico titular de Villarejo de Salvanés (partido de Chinchón), y se destacó por sus servicios durante la epidemia de cólera de 1855. Sacó luego la oposición de médico de la Beneficencia provincial con destino en la Inclusa y Colegio de la Paz. Fue redactor de El Siglo Médico y de Hospital de Niños. Dirigió el Hospital del Niño Jesús.En 1855 organizó junto a las doctores Pedro González Velasco y Justo Gimenez de Pedro la " Sociedad Económica de Embasamamiento"(La Iberia, 7 del 11 de 1855:4) Publicó sus trabajos en diferentes publicaciones periódicas. En 1882, en el marco de la Sociedad Ginecológica, el doctor Benavente pronunció una comunicación sobre las Oftalmías purulentas de los recién nacidos, dando a conocer el empleo generalizado del Nitrato de plata (Método de Credé) en la Inclusa de Madrid, y manifestando su sorpresa por el hecho de que en el último congreso celebrado en Múnich no se hubiera mencionado este tema (L. de Letona). Está enterrado en la Sacramental de San Isidro de Madrid. Tuvo tres hijos: el mayor de ellos fue también médico y pediatra, Avelino Benavente, fundador de la Sociedad de Pediatría de Madrid; el menor fue el dramaturgo Jacinto Benavente. El historiador de la medicina José Álvarez-Sierra lo considera el creador en España de la especialidad de pediatría, y lo enjuicia así:
Internista experto, terapeuta insuperable y escritor de bella prosa, fue quien creó en España, por el soplo de su intuición y la soberanía de su talento, la especialidad de enfermedades de los niños... La creación en la calle de Sèvres de París del Hospital de Enfants Malades tuvo que repercutir en nuestros clínicos, dando lugar a que un grupo de profesionales se dedicaran exclusivamente al estudio de las enfermedades de la infancia. La cristalización de este movimiento está representada por D. Mariano Benavente.
En el parque madrileño de El Buen Retiro un hermoso busto en mármol de Carrara recuerda su entrega y dedicación profesional. La escultura, obra de Ramón Subirach y Codorniú, fue un homenaje de compañeros, discípulos y padres agradecidos. La inauguración tuvo lugar el 28 de junio de 1886, al año siguiente de su muerte. Una bella frase grabada recuerda su espíritu y su obra: "Medicación sencilla y amor materno devuelven la salud al niño enfermo".